# Ticonderoga (Nowy Jork)
Ticonderoga – miasto w hrabstwie Essex, w stanie Nowy Jork w Stanach Zjednoczonych. Wg spisu powszechnego z roku 2010 liczba ludności wynosi 5042. Nazwa wywodzi się z mohawskiego tekontaró:ken, oznaczającego „połączenie dwóch wodnych dróg”.
Ticonderoga znajduje się na południowym wschodzie hrabstwa, na południe od Plattsburgha.

## Historia

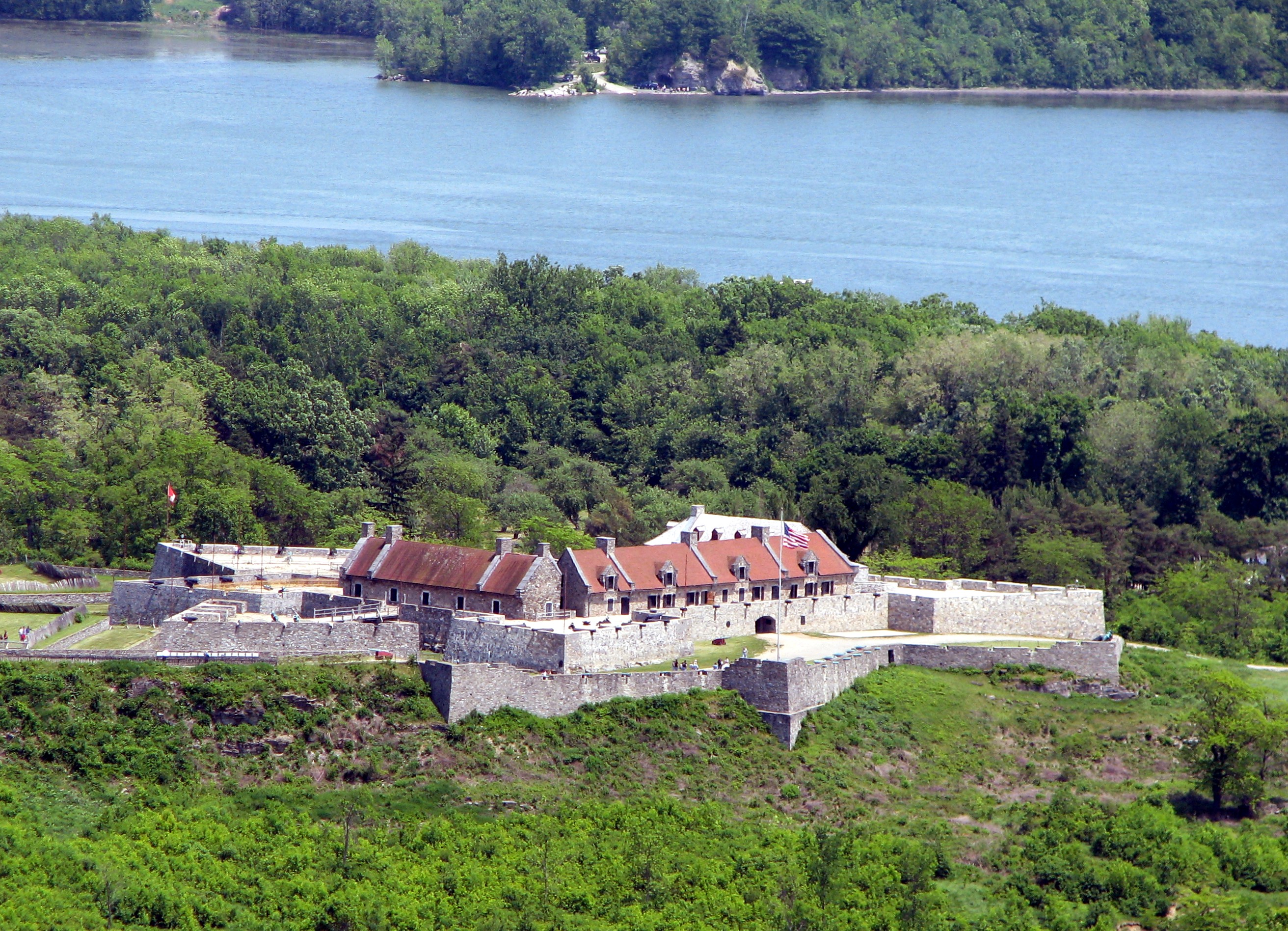
Fort Ticonderoga na wschód od miasta

Połączenie między jeziorami George i Champlain było od tysiącleci znane i wykorzystywane przez zamieszkujących tu Indian. W XVII wieku odkrył te tereny dla Francji podróżnik Samuel de Champlain.
Miasto powstało na trakcie wykorzystującym dwa długie jeziora pomiędzy Nowym Jorkiem na południu i francuskim Montrealem na północy. Jego nazwa wiąże się z wydarzeniami historycznymi z okresu wojny brytyjsko-francuskiej z lat 1754–1763, jak również wojny o niepodległość Stanów Zjednoczonych. Fort Ticonderoga, wzniesiony w latach pięćdziesiątych XVIII wieku, jest punktem orientacyjnym dla ważnej przenoski łodzi pomiędzy jeziorami.
Miasteczko Ticonderoga zostało założone w roku 1804 jako wydzielona część miejscowości Crown Point. Pod koniec XVIII wieku było niewielkim ośrodkiem przemysłu drzewnego, znanego z produkcji papieru i ołowiowych ołówków. XXI-wieczna Ticonderoga stanowi ważną przystań turystyki i sportów wodnych północnej części Lake George.

## Geografia
Według danych United States Census Bureau miasto zajmuje powierzchnię 229 km², z czego 212 km² stanowi powierzchnia lądowa, a 17 km² (7,36%) stanowią tereny wodne.
Na północy miasto graniczy z jeziorem George, a na północy z jeziorem Champlain. Krótki, ale rwący potok La Chute stanowi połączenie między tymi dwoma zbiornikami wodnymi. Wschodnia granica miasta jest jednocześnie linią graniczną stanu Vermont, południowa zaś stanowi granicę hrabstw Warren i Washington.
Z północy na południe przebiega droga stanowa nr 9N. Łączy się z nią w mieście inna droga stanowa, również biegnąca z północy na południe, nr 22. W pobliżu przebiega też– ze wschodu na zachód – droga stanowa nr 74.

## Demografia
Według spisu z 2010 r. w mieście mieszkało 5042 osób, 2028 gospodarstw domowych i 1352 rodzin. Gęstość zaludnienia wynosiła 63,2 mieszkańców na milę kwadratową (24,4/km2). Było 2581 jednostek mieszkalnych o średniej gęstości 31,6 na milę kwadratową (12,2/km2). Skład rasowy miasta wynosił 98,08% białych, 0,46% Afroamerykanów, 0,31% rdzennych Amerykanów, 0,27% Azjatów, 0,02% mieszkańców wysp Pacyfiku i 0,85% z dwóch lub więcej ras. Hiszpanie lub Latynosi dowolnej rasy stanowili 0,41% populacji. Spośród 2028 gospodarstw domowych 31,4% miało dzieci poniżej 18 roku życia mieszkające z nimi.
Mediana dochodu gospodarstwa domowego w mieście wynosiła 34 160 USD, a mediana dochodu rodziny 41 992 USD. Mężczyźni mieli medianę dochodu wynoszącą 35 896 USD, a kobiety 21 441 USD. Dochód na osobę w mieście wynosił 16 418 USD. Około 10,5% rodzin i 15,5% populacji żyło poniżej granicy ubóstwa, w tym 21,4% osób poniżej 18 roku życia i 9,7% osób w wieku 65 lat i starszych.